# Huluvale, Chikmagalur
Huluvale là một làng thuộc tehsil Chikmagalur, huyện Chikmagalur, bang Karnataka, Ấn Độ.